# 2006 год в архитектуре

## Здания
- 23 мая — открылся новый Всемирный торговый центр 7
- 26 мая — открылся Центральный вокзал Берлина
- 16 июня — открылось новое здание Национальной библиотеки Беларуси
- 10 сентября — освящён Храм Христа Спасителя в Калининграде
- 11 октября — открылась Башня Эврика, самый высокий небоскрёб Мельбурна
- Июль — построен стадион Эмирейтс в Лондоне.
- 2 августа — Государственный музей изобразительных искусств имени А. С. Пушкина в рамках проекта создания «музейного городка» открыл на Волхонке, 14 Галерею искусств стран Европы и Америки XIX—XX веков[1].

## Скончались
- 25 апреля — Джейн Джекобс — одна из основоположниц движения нового урбанизма